# 印度式摔角

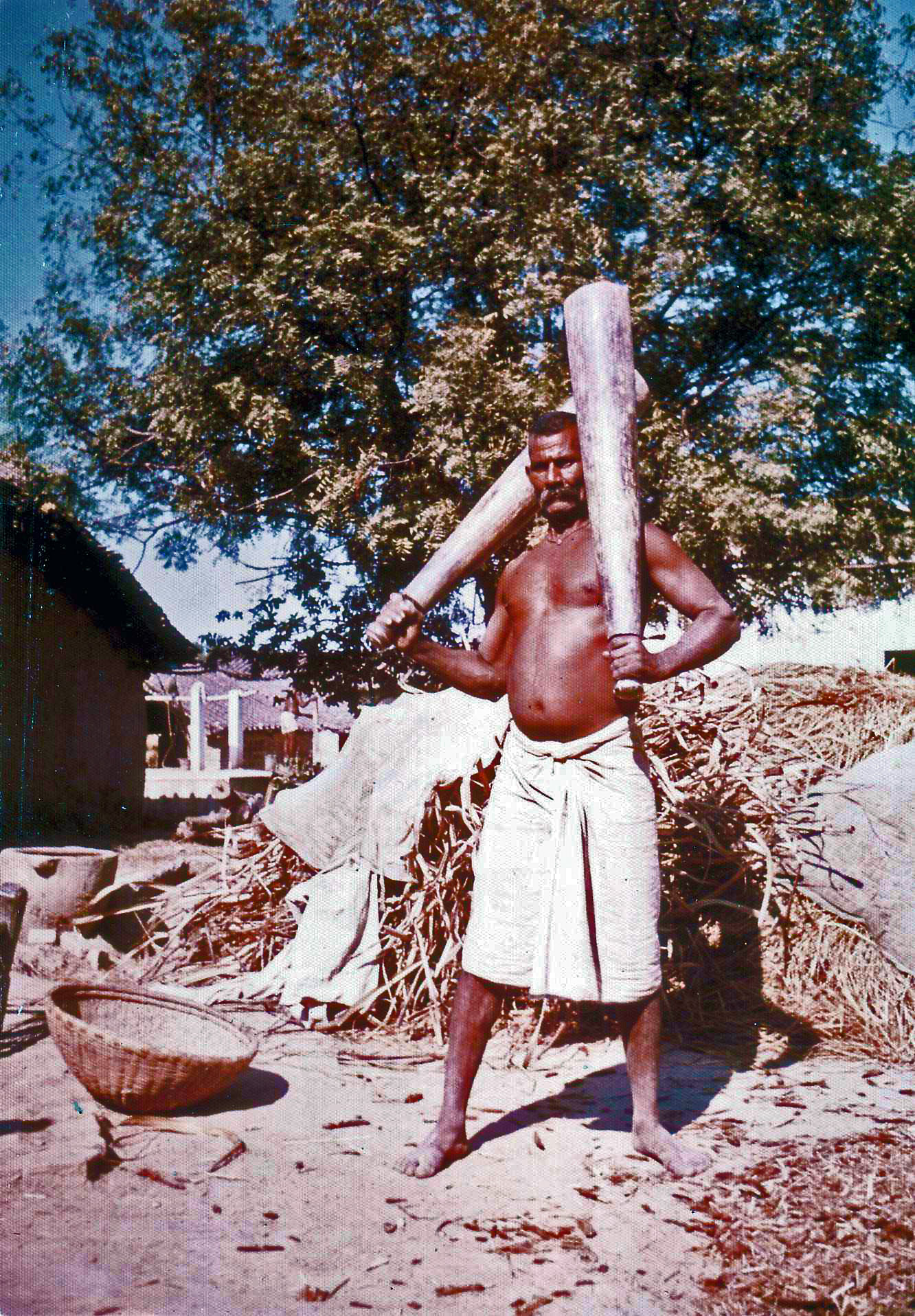
一位年长的印度式摔角手在训练，摄于瓦拉納西。

印度式摔角（英語：Pehlwani；乌尔都语/Shahmukhi：پہلوانی‬）或称古什蒂（英語：kushti；乌尔都语/Shahmukhi：کشتی‬）是源自南亚的一种摔角运动形式。它于莫卧儿帝国时期由南亚malla-yuddha和伊朗的英雄體育结合发展而来
参与该体育运动者被称为“摔角手”（pehlwan），而教授者则被称为“尤希达”（ustad）(即師傅)或“上师”（guru，对于印度教授者）。在印度，未被打败的冠军拥有“Rustam-i-Hind”的称号（意为“印度的洛斯塔姆”，洛斯塔姆是伊朗列王纪时期的英雄人物）。
随着时间推移，西方训练方法以及伊朗、欧洲命名法逐渐引入。摔角比赛被称为“dangal”，在各村庄举办时规则都可以有所变化。一般情况下，比赛胜败由裁判裁决、擊倒、暂停、主动认输来决定。